# Mariaverschijningen in België
De Mariaverering is in de Zuidelijke Nederlanden en België, door de eeuwen heen aanzienlijk geweest. Dit heeft nochtans niet geleid, zoals dit bijvoorbeeld wel het geval was in Italië, Frankrijk en Duitsland, tot talrijke Mariaverschijningen. Die zijn eerder uitzonderlijk geweest, tenzij in het jaar 1933 toen men plots van een ware epidemie kon spreken.

## Situering
Naast de officiële kerkleer behoort bij de katholieke en orthodoxe kerken een deel van het geloof en van de geloofspraktijk tot het volksgeloof. Een van de uitingen hiervan zijn de talrijke verschijningen die worden gemeld, vooral van de Maagd Maria, maar ook van Jezus, van engelen of van sommige populaire heiligen.
De Rooms-Katholieke Kerk heeft steeds een afwijzende houding gehad tegenover deze verschijningen. Op de ongeveer 4500 geregistreerde zogenaamde verschijningen, waarvan een kleine duizend Mariaverschijningen, zijn er amper een vijftiental waarvan de katholieke kerk de bovennatuurlijke oorsprong heeft erkend. Dan nog is deze erkenning niet in Rome beslist of bevestigd, maar door plaatselijke bisschoppen die gevoeliger waren voor het volksgeloof en meer uit pastorale overwegingen dan wel uit echte overtuiging, de verschijningen erkenden. Had het enkel van de kerkelijke overheid in Rome afgehangen, zou waarschijnlijk aan geen enkel verschijningsoord de erkenning van een bovennatuurlijke gebeurtenis verleend zijn.
Men kon wel, op het lokale vlak, zonder te veel de nadruk te leggen op de al dan niet waarachtigheid van de verschijningen, de gelegenheid aangrijpen om het volksgeloof te laten gedijen en spontaan ontstane bedevaartsoorden tot ontplooiing te laten komen. Rome was daarbij niet altijd akkoord met een bisschoppelijke goedkeuring. Zo was er de erkenning van een bovennatuurlijk gebeuren, in 2002 door bisschop Jos Punt verleend aan de verschijningen die tussen 1945 en 1959 in Amsterdam zouden hebben plaatsgevonden, zoals gemeld door Ida Peerdeman. In 2020 werd de bisschop teruggefloten door zijn opvolger bisschop Jan Hendriks, die zich, met enige tegenzin, aansloot bij de Roomse beslissing uit 1974, dat er geen enkele aanwijzing was van bovennatuurlijke tussenkomst wat betreft de zogenaamde verschijningen in Amsterdam van Maria als Vrouwe van alle volkeren. 
Verschijningen of niet, dit belette sommige bisschoppen niet om vereringen van Maria onder een bepaalde vorm toe te staan of zelfs aan te moedigen. De Mariaverering werd het hoofddoel, los van het al dan niet geloven in verschijningen. Dat is wat in België met Banneux en Beauraing is gebeurd, terwijl in Vlaanderen vooral Oostakker, zonder zelf verschijningen te hebben meegemaakt, als een "plaatselijk Lourdes" tot bloei kwam. Alle overige gemelde verschijningen in de jaren 1933-1934 werden door de kerkelijke overheid afgedaan als onbestaande en als de gevolgen van een soort massahysterie.

## Conclusie
De conclusie is dat niemand in verschijningen hoeft te geloven. De katholieke kerk toont hierin de weg, want ze gelooft er maar weinig of niets van. Verschijningen zijn alvast geen punt van het geloof. Het kinderlijke en argeloze geloof aan wonderlijke gebeurtenissen heeft echter gemaakt, niet alleen dat er zich veel verschijningen hebben voorgedaan, maar ook dat er aan een aantal in ruime kringen geloof werd gehecht. Lokale geloofsherders hebben er dan ook geen kwaad in gezien om de spontaan gegroeide bedevaartsoorden te verwelkomen en er een bovennatuurlijke oorsprong aan toe te dichten. Of ze daar zelf in geloofden, blijft een open vraag.

## Geschiedenis
Het is duidelijk dat, in vergelijking met andere landen, meer bepaald Italië (200 geregistreerde verschijningen), Frankrijk (171) en Duitsland (112), de Mariaverschijningen in de Zuidelijke Nederlanden eerder een uitzondering waren. Over de hele periode vanaf de tiende eeuw tot op het einde van de negentiende eeuw waren het er hoogstens 19, en dan nog waren het niet allen verschijningen, maar ook mirakels met Mariabeelden. In het eerste derde van de twintigste eeuw kwamen er daar nog vier bij.
Het was merkwaardig dat in het jaar 1933 plots meer dan tien verschijningen werden gemeld. Over de oorzaken en aanleidingen hiertoe bestaan allerhande theorieën, die nooit echt doorslaggevende redenen aanbrachten. Het begon allemaal met de verschijningen in Beauraing, waarop in alle hoeken van het land verschijningen gemeld werden. Alleen Banneux en Beauraing kregen een bisschoppelijke goedkeuring, waarbij niet zozeer de verschijningen zelf, maar de verering van Maria centraal stonden. Daarnaast was als belangrijkste, die het meest ophef veroorzaakte, die van Onkerzele, waar de zieneres niet alleen visionaire beschrijvingen gaf, maar ook voorspellingen deed, en uiteindelijk ook nog de stigmata kreeg. Toen ook nog andere 'zieners' naar Onkerzele afzakten en er verschijningen beweerden te hebben, trad aartsbisschop Jozef Van Roey ongenadig op: niet alleen door alle medewerking vanwege de clerus te verbieden, maar ook door de verschijningen zelf af te doen als vals. Wat de talrijke andere verschijningen betreft, werden ze niet anders behandeld, als ze al een reactie werden waardig geacht.
Na deze opzienbarende opflakkering van het volksgeloof, werd het opnieuw stil op het gebied van verschijningen. Er waren er in de volgende bijna honderd jaar nog nauwelijks een paar te melden.

## De boodschappen
Ook al gebeurde het dat de verschijnende Maria volgens de ziener(s) zwijgzaam was gebleven, werden toch veel meldingen gemaakt van boodschappen die zouden zijn meegedeeld.
Deze boodschappen zijn meestal weinigzeggend. Ze gaan bijvoorbeeld over het verzoek om een bedevaartsoord op te richten, ze vragen dat de wereld zich zou bekeren, dat er veel zou gebeden worden, enz.
Het gaat meestal om mededelingen op het niveau van wat de intellectueel meestal bescheiden zieners konden bedenken en pleiten er niet voor dat het om iets ging dat tijdens een bovennatuurlijke verschijning zou zijn meegedeeld.

## Verschijningen
De hiernavolgende gegevens worden weergegeven zoals ze voorkomen in de verschillende aan verschijningen gewijde woordenboeken. Het spreekt vanzelf dat dit geen garantie biedt van zekerheid over de waarachtigheid van de vermelde verschijningen, maar alleen over de geschiedkundige zekerheid dat er melding van gemaakt werd. Wat de waarachtigheid zelf betreft, kan elkeen, net zoals de kerkelijke instanties, er de nodige voorbehouden en restricties bij formuleren.
Hier worden enkel verschijningen vermeld, zonder uit te weiden over visioenen of dromen, noch over 'miraculeuze' gebeurtenissen betreffende Mariabeelden (wenende of bloedende beelden, luminositeit, kleurverandering, genezingen, enz.).

### 1050: Waver
Maria zou verschenen zijn aan de bewoners om hun de bouw van een heiligdom op te dragen in het moerasgebied. De kapel, later kerk geworden, werd een drukbezocht bedevaartsoord, waar Maria vereerd wordt als Onze Lieve Vrouw van Vrede en Eendracht.
In 1999 werd het heiligdom door paus Johannes-Paulus II tot basiliek verheven.

### 1085:Luik
Maria verscheen aan Rupert van Deutz (†1129), aan wie ze geestelijke onderrichtingen gaf. Hij werd tot priester gewijd en werd tot abt verkozen. Hij werd een van de meest invloedrijke geestelijke auteurs van zijn tijd.

### 1087:Oudenburg
Arnulfus (1040-1087), bisschop van Soissons en stichter van de abdij van Oudenburg, zag Maria korte tijd voor zijn dood. Hij vroeg haar te mogen sterven op Hemelvaartsdag, en zo gebeurde. In 1121 werd hij door de volksverering heilig verklaard.

### 1205: Sint-Truiden
Volgens de overlevering, verscheen Maria aan de heilige Lutgardis van Tongeren (1182-1246), priorin van de abdij van benedictinessen.

### 1210: Villers
Een lekenbroeder uit de cisterciënzerabdij van Villers was zo uitzichtloos ziek dat hij wilde zelfmoord plegen. Toen verscheen hem Maria die hem er van afhield en hem beloofde dat God hem weldra tot zich zou roepen. Dat gebeurde een weinig later en de broeder stierf vredevol.

### 1216: Clairefontaine
Gravin Ermesinde van Luxemburg zag in een visioen de Heilige Maagd Maria en het kind Jezus. Op verzoek van de verschijning stichtte ze de abdij van cisterciënzerinnen in Clairefontaine.

### 1220: Leuven
Maria verscheen aan een Joods meisje dat zich bekeerde en intrad bij de cisterciënzerinnen.

### 1230: Villers
De cisterciënzer Godfried zag Maria tijdens het nachtelijk koorgebed, gezeten tussen de monniken. Toen ze opstond en het koor verliet wilde hij haar nalopen maar ze zegde: Blijf bij uw broeders. U zal me weldra terugzien.. Korte tijd nadien overleed hij.

### 1449:Anderlecht
In 1449 verscheen Maria als Dame de Grâce aan een vrome vrouw in Anderlecht.

### 1543:Leuven
Maria verscheen aan priester Cornelius Wischaven (1509-1559), die door haar aangemoedigd werd om jezuïet te worden. Hij was de eerste Vlaming die door de heilige Ignatius van Loyola in de orde werd opgenomen. Hij deed hem naar Rome komen, waar hij biechtvader werd van de jezuïeten in opleiding, en hij overleed in het mariaal bedevaartsoord Loreto.

### 1581: Leuven
De dominicaan Heinrich Calstro kreeg talrijke bezoeken van de Heilige Maagd. Ze steunde hem in vele aangelegenheden, hielp hem in zijn geestelijke ontwikkeling, troostte hem tijdens de vervolgingen, verdedigde hem tegen zijn vijanden en stond hem bij in het uur van de dood.

### 1600:Brugge
De jezuïetennovice Anton de Greef (†1636), die zich door een gelofte aan de Moeder Gods had gewijd, zag de Hemelkoningin verschijnen en leefde zijn ganse verdere leven onder de indruk van deze verschijning.

### 1603:Scherpenheuvel
Tijdens de Reformatie was het Mariabeeld dat in Scherpenheuvel vereerd werd, vernietigd en een nieuw beeld werd ter verering aangeboden, dat tegen een eik hing. Op een dag begon dit beeld te bloeden. Dit veroorzaakte heel wat commotie en met de steun van de landvoogden, Albrecht van Oostenrijk en Isabella van Spanje, werd een nieuwe barokkerk gebouwd, bekwaam om de talrijke bedevaarders op passende wijze te ontvangen. Een echte verschijning was dit dus niet.

### 1692:Le Giaudet-Lanrivain
Een vierendertigjarige landbouwer, vader van twaalf kinderen, zag Maria. Ze gaf hem opdracht een kapel te bouwen. De parochiepastoor geloofde er niet in en werd als straf met blindheid geslagen. Zijn parochianen baden voor hem bij een miraculeus Mariabeeld, hij kreeg het zicht terug en geloofde voortaan in de verschijningen en in mirakels. Hij zette zich vervolgens in voor de bouw van een nieuwe kerk.

### 1692:Verviers
Een zware aardbeving deed de inwoners van Verviers zich naar het klooster van de franciscanen reppen om er om bescherming te bidden voor het beeld van Onze Lieve Vrouw. Daar zagen ze tot hun verbazing dat miraculeuze wijzigingen waren ingetreden. Het kind Jezus keek nu zijn Moeder aan en zij liet haar ogen over de menigte heengaan. De Kerk bevestigde dat hier een mirakel was gebeurd, paus Clemens XII verleende aflaten aan de vereerders van het beeld en paus Leo XIII gaf toelating in 1892 om het beeld feestelijk te kronen. Ook hier ging het eigenlijk niet om een verschijning.

### 1831: Brugge
De abdis van de arme klaren, Julie Berlamont (1799-1871) had het visioen van de Maagd Maria in volle glorie, eerst gedurende vier volle uren op Hemelvaartsdag 1831, vervolgens in 1833 toen ze zwaar ziek was.

### 1842:Cellesbij Doornik
Maria verscheen bij herhaling aan Sophie Deprez (1818-1849), die onder de naam moeder Marie-Stanislas, religieuze in het plaatselijke klooster was. Maria onderrichtte de non over de goede manier om novicen op te leiden en onderhield zich met haar over verschillende aspecten van het geestelijk leven. De kamer waar de verschijningen plaats vonden werd de huiskapel van het klooster.

### 1868:Bois-d'Haine
Op 15 april 1868 verscheen Maria voor het eerst aan de mystica Louise Lateau (1850-1883) die twee jaar voordien op heroïsche wijze tijdens een pestepidemie de zieken had verzorgd. Ze verzekerde dat ze regelmatig in visioenen bezoek kreeg, niet alleen van Maria, maar ook van Jezus, van engelen en van heiligen. Iedere vrijdag kreeg ze de stigmata, die door artsen werden onderzocht en die hiervoor geen medische verklaring vonden. Vanaf 1872 leefde ze zonder voedsel.

### 1870:Eupen
Een doofstom meisje doorliep een noveen, waarbij ze elke dag in de kerk van de kapucijnen ging bidden voor het beeld van Onze-Lieve-Vrouw. Op de negende dag kon ze spreken. Ze vertelde dat ze Maria had ontmoet. De ouders vertelden het aan de rector van de kerk, die de verschijning en de genezing als een mirakel noteerde.

### 1893:Edingen
Tijdens de middernachtmis verscheen Maria voor Berthe Petit (1870-1943). Ze was vergezeld van de gekruiste Christus en van de heilige apostel Johannes. Gedurende de volgende jaren kreeg Petit nog talrijke verschijningen van de Heilige Maagd en talrijke andere visioenen, tijdens een leven dat ze vroom en offervaardig beleefde.

### 1908:Lummen
Rosalie Pütt (1868-1919) kreeg vanaf 1908 vaak verschijningen van Maria. In 1885 had ze de stigmata gekregen en ze leefde als een mystica. Ze deed voorspellingen, die aansloten bij die van Anna Catharina Emmerich. Ze had ook visioenen over onder meer de laatste jaren die Maria doorbracht in Efese en vertelde hierover onbekende details.

### 1919: Malmedy
Een vrouw werd in haar slaapkamer aangevallen door twee rovers, die zich echter plots onverwacht terugtrokken. Ze werden gearresteerd en tijdens het proces verklaarde een van de twee dat hij naast het bed een lichtende in het wit geklede dame had gezien die hem verplichtte rechtsomkeer te maken en op de vlucht te slaan.

### 1922:Herentals
Tijdens de Kerstnacht verscheen Maria, met het kind Jezus, aan Maria van Beek (1886-1948), franciscanes onder de naam van zuster Rumolda. Een maand voordien had ze de stigmata gekregen. Haar leven werd bezaaid met allerhande mystieke ervaringen.

### 1925:Fauroeulx
Maria verscheen aan Achille Urbain (1900-1956), terwijl hij de heilige mis bijwoonde in de jezuïetenkerk van Charleroi. Er volgden nog heel wat verschijningen. Urbain tekende de boodschappen op die hij van Maria ontving.

### 1932-1933:Beauraing
Op 29 november 1932 had de eerste van de 33 verschijningen plaats die werden gerapporteerd door vijf kinderen die gingen bidden voor een Lourdesgrot, waar ze in een hel licht de levende Maria zagen. De laatste verschijning vond plaats op 3 januari 1933. Onderzoekscommissies ondernamen verschillende onderzoeken, het Roomse Heilig Officie liet het aan de plaatselijke bisschop over om de knoop door te hakken en op 19 februari 1943 en definitief op 2 juli 1949, besliste bisschop Charue een bovennatuurlijke tussenkomst te erkennen en de verering van Onze-Lieve-Vrouw van Beauraing goed te keuren.

### 1933:Banneux
Op 15 januari 1933 verklaarde de elfjarige Mariette Beco Maria te hebben gezien. De verschijningen zouden zich nog zevenmaal herhalen, het laatst op 2 maart 1933. De bisschop van Luik, Louis-Joseph Kerkhofs, had een gunstige indruk over het gebeurde en weldra verrees een kapel, gewijd aan Onze-Lieve-Vrouw der Armen. Op 19 maart 1942, en opnieuw in 1947 en in 1949 erkende de bisschop de bovennatuurlijke aard van de verschijningen.

### 1933:Tubeke
Op 17 mei verscheen Maria aan een ongeneesbare zieke die op 19 mei weer plots gezond werd.

### 1933: Beauraing
Op 11 juni 1933 verklaarde de achtenvijftigjarige metaalarbeider Côme Tilmant dat hij Maria had gezien terwijl hij bad voor de grot in Beauraing. Hij deelde mee dat hij bij die gelegenheid van ziekte genezen was. Nadien zou Maria nog tienmaal aan hem verschenen zijn. Zijn verklaringen werden méér betwist dan die van de enkele maanden voordien op de voorgrond getreden jonge zieners.

### 1933:Onkerzele
Van 4 augustus tot 14 oktober verscheen Maria 35 maal aan Leonie Van Den Dijck (1875-1949) en stelde zich voor als De Maagd der Armen. Dit waren de verschijningen die, na Banneux en Beauraing, het meest ernstig werden genomen, het meest stof deden opwaaien en het meeste bedevaarders op de been bracht. Ze werden niettemin door de kerkelijke hiërarchie als niet-bovennatuurlijk afgedaan. Onkerzele gaf wellicht inspiratie aan een aantal van de hierna vermelde verschijningen.

### 1933:Chaineux
In oktober van dat jaar verscheen Maria driemaal aan de zusjes Emonds die toen 8 en 10 jaar oud waren. Ze zou hen gezegd hebben dat grote dingen staan te gebeuren.

### 1933:Etikhove
Maria verscheen meermaals tussen 9 en 30 oktober 1933. De zieners waren de veertigjarigen Omer Eeneman (soms Eneman), beter bekend in het dorp als (O)Merke Gosseye, een decorateur, schilder en hulpkoster uit Etikhove, later vergezeld door Maurice Van Rokegem (of Van Rockeghem) uit Ronse, die beweerde verschijningen gezien te hebben van de Maagd, gekleed in het wit en een blauwe mantel, met een kroon van gouden rozen. Ze zou gezegd hebben: De mensen moeten vaak ter communie gaan, ze moeten bidden (...) en ik zal de zieken helpen. Op 29 oktober 1933, een eerder aangekondigde datum, stroomden 25.000 mensen naar Etikhove, velen van hen invalide en gehandicapt, in algemene opwinding en onbeschrijfelijke chaos. Er waren echter geen wonderen of opmerkelijke visuele fenomenen, wat de pelgrims duidelijk teleurstelde. Kardinaal Van Roey, aartsbisschop van Mechelen-Brussel, verklaarde op 25 augustus 1934 dat deze gebeurtenissen, samen met die van Olsene en andere verschijningen, geen enkel element bevatten dat kan dienen als positief argument voor hun bovennatuurlijk karakter.

### 1933:Foy-Notre-Dame
Begin november verscheen Maria bij herhaling aan een negentienjarig meisje, wier naam geheim bleef. Er werden geen nadere gegevens bekend.

### 1933:Herzele
Op 2 oktober verscheen Maria aan de veertigjarige Jules De Vuyst (†1952) en opnieuw de volgende dagen. Hij maakte het bekend en weldra kwamen duizenden belangstellenden zijn 'verschijningen' bijwonen. Hij werd buiten gegooid door zijn vader, veroordeeld door de parochiepastoor en Maria gaf hem opdracht, beweerde hij, in Onkerzele te gaan wonen. Hij werd daar spoedig buiten gekeken en trok met zijn minnares, Laure Dulière, naar Brussel, waar hij verder 'mystieke activiteiten' pleegde en markiezin Fernand de Beauffort, geboren Anne de Romrée de Vichenet (1863-1946) als een van zijn goedgelovige volgelingen kon aanwerven. Haar residentie in de Jozef II-straat werd een soort bedevaartsoord en haar salon een gebedsplaats. De talrijke bezoekers werden in de gelegenheid gesteld de ziener en de markiezin in een soort extase te zien bidden en konden na afloop relikwieën aankopen, totdat het parket, na klacht van het aartsbisdom, hieraan een einde stelde. De Vuysts profetieën betroffen vooral de Grote Monarch die weldra over Frankrijk zou heersen. Op zijn sterfbed bekende hij dat hij alles verzonnen had opdat men over hem zou spreken.

### 1933-1934: Onkerzele
Op 19 oktober 1933 beweerde de Antwerpse Berthonia Holtkamp een verschijning van Maria te hebben gehad in Onkerzele. Ze keerde in de daaropvolgende maanden verschillende keren terug naar het dorp en had ieder keer verschijningen, die ook bevestigd werden door twee andere zieners, Henri Kempenaars (Wilrijk) en Sophie Molitor (Edegem) die haar vergezelden. De evenementen brachten tot 15.000 bezoekers op de been en er werd gesproken van een 'circus'. Kardinaal Van Roey sprak op 23 augustus 1934 een strenge veroordeling uit.

### 1933:Wielsbeke
Op 23 en 24 oktober verscheen Maria aan Jeanne Martin en enkele andere personen. Ze hadden samen een novene ondernomen om te bidden voor een ongeneeslijk kind. Ook dit kind zag Maria en was tegen het einde van de novene plots genezen.

### 1933-1940:Lokeren
Tussen oktober 1933 en juni 1940 verscheen Maria ongeveer zestigmaal aan de aanvankelijk negenjarige Gustaaf Van den Driessche en aan verschillende andere personen. De Heilige Maagd verscheen vaak wenend.

### 1933:Olsene
Maria verscheen op 29 oktober en enkele keren in november aan Maurice Vandenbroucke. Op 29 oktober 1933, rond 21.45 uur, fietste Maurice, geboren in 1907, van eenvoudige komaf en praktiserend katholiek, langs een zijweg. Plots meende hij de Maagd Maria te zien, 80 cm boven de grond, naast een kleine populier. Haar voeten rustten op een soort bruine ondergrond, in het midden van een helder licht. Ze droeg een gouden kroon en haar lichtblauwe jurk was bedekt met gouden sterren. In haar handen hield ze een tak van buxus. Ze zweeg, glimlachte naar Maurice en verdween langzaam in de lucht. De verschijning gebeurde opnieuw op 30 oktober, op dezelfde plek, rond 21.00 uur. Ik zag haar heel langzaam afdalen vanaf de top van de hemel in een soort ovale wolk die steeds groter werd, zei Maurice, die haar vroeg of ze de Maagd Maria was. Ze boog haar hoofd. Op 31 oktober om 21.00 uur verscheen de Maagd Maria voor de derde keer, nog steeds staand naast de populier. Verschillende mensen vergezelden Maurice. Een doofstom geboren kind zou genezen zijn. Van 1 tot 7 november verscheen de Maagd elke dag en trok volgens de politie meer dan 4.000 mensen. Op 3 november knielde Maurice op de modderige grond en ging vervolgens op de grond liggen zonder dat zijn kleren bevlekt of vochtig waren. De volgende dag zei de verschijning tegen hem: Ik ben de Moeder van God, vaarwel. Volgens de ziener verdween de verschijning en zegende ze de menigte met een buxustak. Maurice werd in extase onderzocht door dokter Vanderschueren uit Zulte. Op 25 maart 1942, op advies van de onderzoekscommissie, verklaarde Mgr. Van Roey, kardinaal-aartsbisschop van Mechelen-Brussel, dat de gebeurtenissen in Olsene (evenals die in Etikhove en Tubeke) geen enkel element bevatten dat als positief argument kon dienen voor hun bovennatuurlijk karakter.
Ter herinnering aan deze verschijningen, werd een kapel gebouwd waarin het beeld van Maria wordt vereerd, gekleed zoals de ziener het beschreef.

### 1936:Ham-sur-Sambre
Vanaf 22 maart 1936 verscheen Maria, door engelen omringd, aan Imelda Schohy (15 jaar) en Adeline Pietcquin (27 jaar), aan wie ze verschillende opdrachten gaf. Dit was meteen een laatste evenement in een periode die als 'collectieve hysterie' werd omschreven.

### 1965: Luik
Marguerite Balhan (1914-2005) verklaarde regelmatig verschijningen van Maria en van Jezus te hebben. Wat allemaal tijdens die ontmoetingen werd besproken en meegedeeld heeft ze in vier boekdelen gepubliceerd. In tegenstelling tot de meeste verschijningsverhalen, heeft Marguerite hier iets concreets mee gedaan, namelijk de stichting van de Gemeenschap van de kleine zielen, een katholieke wereldwijd verspreide vereniging van vrome katholieken, die zich voeden aan de onderrichtingen van Marguerite. Het centrum van de vereniging bevindt zich in Chèvremont bij Luik.

### 1967: Mortsel
Maria verscheen aan de PTT-bediende Leon Theunis, terwijl hij in verlof was in Bohan. Terug thuis zou Maria hem zeer vaak verschenen zijn en zou hem boodschappen hebben meegegeven over catastrofen die de wereld zouden treffen en die vereisten dat de mensen die door gebed en boete zouden afwenden.

### 1972: Brussel
Maria verscheen bijna dagelijks aan een eenvoudige huisvrouw. Ze kreeg boodschappen met betrekking tot mistoestanden binnen de wereld en de Kerk.

### 1982: Eupen
Margriet Weinberg (1929-1984) zag Maria op 13 mei 1982. De personen die de zieneres omringden zongen het Salve Regina.

### 1984: Brussel
Van 21 juli 1984 tot 15 juli 1985 kreeg André Pestiaux verschijningen van Maria.

### 1982-1985
Een nieuwe 'mode' is plots opgekomen, namelijk vast te stellen dat de 'Rosa Mystica', een beeld van Maria, begon te bloeden. In België is dit onder meer gebeurd in Maasmechelen, Hamont, Sint-Huibrechts-Lille en Montenaken (Gingelom).